# 29. domobranski pehotni polk (Avstro-Ogrska)
Za druge 29. polke glejte 29. polk.
29. domobranski pehotni polk (izvirno nemško k.k. Landwehr Infanterie Regiment Nr. 29) je bil pehotni polk avstrijskega domobranstva.

## Zgodovina
Polk je bil ustanovljen leta 1899. 

### Prva svetovna vojna
Polkovna narodnostna sestava leta 1914 je bila sledeča: 54 % Nemcev, 45 % Čehov in 1 % drugih.
Naborni okraj polka je bil v Čeških Budejovicah in Píseku, pri čemer so bile polkovne enote v Čeških Budejovicah.

## Poveljniki polka
- 1914: Johann Wurja[1]